# Sable vivant
Le sable vivant est un sable corallien composé en majeure partie de morceaux de squelette de coraux et de débris de coquilles.
Ce sable, assez grossier, abrite une faune et une flore spécifiques ainsi qu'un grand nombre d'espèces bactériennes. Ce sable est difficilement importable, mais est assez recherché en aquariophilie marine en fonction de la méthode de filtration utilisée par l'aquariophile.